# Вернер Кремер
Вернер Кремер (нім. Werner Krämer, 23 січня 1940, Дуйсбург — 12 лютого 2010, Дуйсбург) — німецький футболіст, що грав на позиції нападника.
Виступав за клуби «Дуйсбург», «Гамбург» та «Бохум», а також національну збірну Німеччини, у складі якої став срібним призером чемпіонату світу 1966 року.

## Клубна кар'єра
Народився 23 січня 1940 року в місті Дуйсбург. Вихованець футбольної школи місцевого однойменного клубу. Дорослу футбольну кар'єру розпочав 1958 року в основній команді «Дуйсбурга», в якій провів дев'ять сезонів, взявши участь у 106 матчах чемпіонату.  У складі «Дуйсбурга» був одним з головних бомбардирів команди, маючи середню результативність на рівні 0,35 голу за гру першості.
Протягом 1967—1969 років захищав кольори «Гамбурга».
1969 року перейшов до клубу «Бохум», за який відіграв 4 сезони. Завершив професійну кар'єру футболіста виступами за «Бохум» у 1973 році.
Помер 12 лютого 2010 року на 71-му році життя у місті Дуйсбург.

## Виступи за збірну
1963 року дебютував в офіційних матчах у складі національної збірної Німеччини. Протягом кар'єри у національній команді, яка тривала 5 років, провів у формі головної команди країни 13 матчів, забивши 3 голи.
У складі збірної був учасником чемпіонату світу 1966 року, де німци здобули «срібло», лише у додатковий час фінальної гри поступившись господарям турніру, англійцям. На мундіалі Кремер виходив на поле лише одного разу, у заключній грі групового етапу проти іспанців.

## Титули і досягнення
- Віце-чемпіон світу: 1966